# Sturmhöhe

Titelbild der britischen Ausgabe von 1926 mit Illustrationen von Percy Tarrant (1881–1930)

Sturmhöhe (Originaltitel: Wuthering Heights [ˈwʌðərɪŋ ˈhaɪts]) ist der einzige Roman der englischen Schriftstellerin Emily Brontë (1818–1848). Der 1847 unter dem Pseudonym Ellis Bell veröffentlichte Roman wurde vom viktorianischen Publikum weitgehend abgelehnt, heute gilt er als ein Klassiker der britischen Romanliteratur des 19. Jahrhunderts.

## Handlung
Schauplätze des Romans sind der von der Familie Earnshaw bewirtschaftete Gutshof Wuthering Heights, der auf einer windgepeitschten Anhöhe der Hochmoore von Yorkshire liegt, und das feudalere, im fruchtbaren Tal gelegene Herrenhaus Thrushcross Grange, das der Familie Linton gehört. Die Geschichte dieser beiden Familien wird über drei Generationen hinweg erzählt.
Das Geschehen wird beherrscht von dem Findelkind Heathcliff, das der alte Earnshaw als etwa sechsjähriges Kind in den Straßen Liverpools aufgelesen hat und zusammen mit seinen eigenen Kindern Hindley und Catherine aufzieht. Die Haushälterin Ellen Dean, genannt Nelly, wird für Heathcliff ein Mutterersatz. Während sie sich um ihn kümmert, lehnt sie sein fremdartiges Wesen zunächst ab, akzeptiert es aber mit der Zeit.
Nach dem Tode des alten Earnshaw wird Heathcliff von seinem Adoptivbruder Hindley schikaniert, herabgewürdigt und vom Herrenhaus in den Stall verbannt. Mit seiner Adoptivschwester Catherine dagegen verbindet Heathcliff eine tiefe Freundschaft. Catherine sieht in Heathcliff eine verwandte Seele: Beide sind wild, leidenschaftlich, willensstark, kompromisslos in ihren Ansprüchen und werden von Hindley tyrannisiert.
Als seine junge Frau an Tuberkulose stirbt, verfällt Hindley der Trink- und Spielsucht und vernachlässigt Haus und Hof sowie seinen kleinen Sohn Hareton.
Einige Jahre später macht der junge Edgar Linton, der künftige Erbe von Thrushcross Grange, der nun sechzehnjährigen Catherine einen Heiratsantrag. Catherine sieht diese Heirat als Möglichkeit, den desolaten Verhältnissen auf Wuthering Heights zu entkommen. Als Heathcliff zufällig belauscht, wie Catherine zu Nelly sagt, eine Ehe mit Heathcliff würde sie gesellschaftlich entehren und der Luxus von Thrushcross Grange sei vorzuziehen, obwohl ihr Edgar gleichgültig sei, läuft der gekränkte Junge davon und verlässt die Gegend. Der Verlust des geliebten Ziehbruders und engsten Vertrauten stürzt Catherine in eine tiefe Nervenkrise, die sich auch in einem lebensbedrohlichen Fieber äußert. Der besorgte Edgar Linton nimmt Catherine mit auf die Grange, wo sie einige Monate später heiraten.
Nach drei Jahren kehrt Heathcliff als gut aussehender und reicher junger Mann zurück und versucht, Catherine für sich zu gewinnen: Er dringt in ihre Ehe mit Edgar ein, ihre alte Liebe zu Heathcliff flammt wieder auf. Da sie aber von ihrem Ehemann schwanger ist, ist sie trotz ihrer Missachtung der bürgerlichen Moral nicht zu einer Aufgabe der Ehe bereit. Stattdessen wünscht sie sich Heathcliff als Freund und Vertrauten, den auch Edgar akzeptieren soll. Heathcliff aber begehrt Catherine für sich allein und beginnt in seinem Groll, sich an den Familien Earnshaw und Linton zu rächen. Zunächst heiratet er gegen Edgars Willen dessen Schwester Isabella Linton und misshandelt sie in der Ehe. An dem daraus folgenden Konflikt zwischen Edgar und Heathcliff zerbricht Catherine. Sie stirbt bei der Geburt ihrer Tochter Cathy.
Der schwangeren Isabella gelingt schließlich die Flucht nach London, wo ihr Sohn zur Welt kommt: Linton, ein kränkliches Kind. Während dieser Zeit ruiniert Heathcliff den spiel- und trunksüchtigen Adoptivbruder Hindley und bringt sich in den Besitz von Wuthering Heights. Hindleys kleinen Sohn Hareton hetzt er gegen den Vater auf. Nach dessen plötzlichem Tod im Alkoholdelirium zieht Heathcliff Hareton aus Rache an Hindley in bäuerlichen, ungebildeten Verhältnissen auf. Doch misshandelt er den Jungen nicht, wie es Hindley einst mit ihm selbst getan hat, und Hareton entwickelt große Zuneigung zu seinem Pflegevater.
Nach dem Tode Isabellas nimmt Heathcliff seinen chronisch kranken und missmutigen Sohn Linton zu sich. Jahre später lockt er die nunmehr sechzehnjährige Cathy nach Wuthering Heights, um sie mit Linton zusammenzubringen. Schließlich, als ihr Vater Edgar an einer Lungenentzündung erkrankt, zwingt Heathcliff das Mädchen zur Ehe mit Linton. Edgar stirbt, ohne sein Testament, welches Linton als Erben vorsieht, zu Cathys Schutz noch ändern zu können. Kurze Zeit später stirbt auch Linton. Nach dem zur Zeit der Handlung geltenden Erbrecht fällt der gesamte Besitz an den nächsten männlichen Verwandten, an Heathcliff.
Heathcliff ist nun Herr über beide Häuser. Aus Geiz vermietet er Thrushcross Grange, welches er eigentlich aus Rache abreißen lassen wollte, an einen Fremden: den jungen Lockwood. Als Lockwood bei seinem Antrittsbesuch eine Nacht auf Wuthering Heights verbringt, hat er eine mysteriöse Vision: Der Geist Catherine Earnshaws erscheint ihm am Fenster und fleht um Einlass.
Heathcliff erleidet einen Schock durch Lockwoods Bericht, der eine plötzliche, drastische Wende in seiner Person hervorruft. Seine Energie ist verbraucht. Er kann oder will nicht mehr verhindern, dass sich Cathy um die Bildung Haretons bemüht und dass sich zwischen beiden eine Liebesbeziehung entwickelt. Schließlich kann Heathcliff vor Entkräftung nicht mehr essen, trinken und schlafen. Am Ende stirbt er eines Nachts im Zustand der Ekstase. Das Fenster an seinem Bett steht offen.

## Genealogie
Heathcliff sowie die Familien Earnshaw und Linton
|                |                |                |                |                     |                     |                     |                     |                                    |                                    |                                    |                                    | Wuthering Heights                  | Wuthering Heights                  | Wuthering Heights | Wuthering Heights | Wuthering Heights                       | Wuthering Heights                       |                                         |                                         |                                         |                                         |                               |                               |                               |                               |  |  |                           |                           |                           |                           | Thrushcross Grange        | Thrushcross Grange        | Thrushcross Grange | Thrushcross Grange | Thrushcross Grange          | Thrushcross Grange          |                             |                             |                             |                             |                          |                          |                                |                                |                                |                                |                                |                                |                                  |                                  |                                  |                                  |                                  |                                  |  |  |  |  |
|                |                |                |                |                     |                     |                     |                     | Mr. Earnshaw † Okt. 1777           | Mr. Earnshaw † Okt. 1777           | Mr. Earnshaw † Okt. 1777           | Mr. Earnshaw † Okt. 1777           | Mr. Earnshaw † Okt. 1777           | Mr. Earnshaw † Okt. 1777           | Wuthering Heights | Wuthering Heights | Wuthering Heights                       | Wuthering Heights                       |                                         |                                         | Mrs. Earnshaw † Frühjahr 1773           | Mrs. Earnshaw † Frühjahr 1773           | Mrs. Earnshaw † Frühjahr 1773 | Mrs. Earnshaw † Frühjahr 1773 | Mrs. Earnshaw † Frühjahr 1773 | Mrs. Earnshaw † Frühjahr 1773 |  |  |                           |                           |                           |                           | Thrushcross Grange        | Thrushcross Grange        | Thrushcross Grange | Thrushcross Grange | Thrushcross Grange          | Thrushcross Grange          | Mr. Linton † Herbst 1780    | Mr. Linton † Herbst 1780    | Mr. Linton † Herbst 1780    | Mr. Linton † Herbst 1780    | Mr. Linton † Herbst 1780 | Mr. Linton † Herbst 1780 |                                |                                | Mrs. Linton † Herbst 1780      | Mrs. Linton † Herbst 1780      | Mrs. Linton † Herbst 1780      | Mrs. Linton † Herbst 1780      | Mrs. Linton † Herbst 1780        | Mrs. Linton † Herbst 1780        |                                  |                                  |                                  |                                  |  |  |  |  |
|                |                |                |                |                     |                     |                     |                     | Mr. Earnshaw † Okt. 1777           | Mr. Earnshaw † Okt. 1777           | Mr. Earnshaw † Okt. 1777           | Mr. Earnshaw † Okt. 1777           | Mr. Earnshaw † Okt. 1777           | Mr. Earnshaw † Okt. 1777           |                   |                   |                                         |                                         |                                         |                                         | Mrs. Earnshaw † Frühjahr 1773           | Mrs. Earnshaw † Frühjahr 1773           | Mrs. Earnshaw † Frühjahr 1773 | Mrs. Earnshaw † Frühjahr 1773 | Mrs. Earnshaw † Frühjahr 1773 | Mrs. Earnshaw † Frühjahr 1773 |  |  |                           |                           |                           |                           |                           |                           |                    |                    |                             |                             | Mr. Linton † Herbst 1780    | Mr. Linton † Herbst 1780    | Mr. Linton † Herbst 1780    | Mr. Linton † Herbst 1780    | Mr. Linton † Herbst 1780 | Mr. Linton † Herbst 1780 |                                |                                | Mrs. Linton † Herbst 1780      | Mrs. Linton † Herbst 1780      | Mrs. Linton † Herbst 1780      | Mrs. Linton † Herbst 1780      | Mrs. Linton † Herbst 1780        | Mrs. Linton † Herbst 1780        |                                  |                                  |                                  |                                  |  |  |  |  |
|                |                |                |                |                     |                     |                     |                     |                                    |                                    |                                    |                                    |                                    |                                    |                   |                   |                                         |                                         |                                         |                                         |                                         |                                         | ⚭1783                         |                               |                               |                               |  |  |                           |                           |                           |                           |                           |                           |                    |                    |                             |                             |                             |                             |                             |                             |                          |                          |                                |                                |                                |                                |                                |                                |                                  |                                  |                                  |                                  |                                  |                                  |  |  |  |  |
|                |                |                |                |                     |                     |                     |                     |                                    |                                    |                                    |                                    |                                    |                                    |                   |                   |                                         |                                         |                                         |                                         |                                         |                                         |                               |                               |                               |                               |  |  |                           |                           |                           |                           |                           |                           |                    |                    |                             |                             |                             |                             |                             |                             |                          |                          |                                |                                |                                |                                |                                |                                |                                  |                                  |                                  |                                  |                                  |                                  |  |  |  |  |
| Frances † 1778 | Frances † 1778 | Frances † 1778 | Frances † 1778 | Frances † 1778      | Frances † 1778      |                     |                     | Hindley * Sommer 1757 † Sept. 1784 | Hindley * Sommer 1757 † Sept. 1784 | Hindley * Sommer 1757 † Sept. 1784 | Hindley * Sommer 1757 † Sept. 1784 | Hindley * Sommer 1757 † Sept. 1784 | Hindley * Sommer 1757 † Sept. 1784 |                   |                   | Catherine * Sommer 1765 † 20. März 1784 | Catherine * Sommer 1765 † 20. März 1784 | Catherine * Sommer 1765 † 20. März 1784 | Catherine * Sommer 1765 † 20. März 1784 | Catherine * Sommer 1765 † 20. März 1784 | Catherine * Sommer 1765 † 20. März 1784 |                               |                               |                               |                               |  |  | Edgar * 1762 † Sept. 1801 | Edgar * 1762 † Sept. 1801 | Edgar * 1762 † Sept. 1801 | Edgar * 1762 † Sept. 1801 | Edgar * 1762 † Sept. 1801 | Edgar * 1762 † Sept. 1801 |                    |                    | Isabella * 1765 † Juli 1797 | Isabella * 1765 † Juli 1797 | Isabella * 1765 † Juli 1797 | Isabella * 1765 † Juli 1797 | Isabella * 1765 † Juli 1797 | Isabella * 1765 † Juli 1797 |                          |                          | Heathcliff * 1764 † April 1802 | Heathcliff * 1764 † April 1802 | Heathcliff * 1764 † April 1802 | Heathcliff * 1764 † April 1802 | Heathcliff * 1764 † April 1802 | Heathcliff * 1764 † April 1802 |                                  |                                  |                                  |                                  |                                  |                                  |  |  |  |  |
| Frances † 1778 | Frances † 1778 | Frances † 1778 | Frances † 1778 | Frances † 1778      | Frances † 1778      |                     |                     | Hindley * Sommer 1757 † Sept. 1784 | Hindley * Sommer 1757 † Sept. 1784 | Hindley * Sommer 1757 † Sept. 1784 | Hindley * Sommer 1757 † Sept. 1784 | Hindley * Sommer 1757 † Sept. 1784 | Hindley * Sommer 1757 † Sept. 1784 |                   |                   | Catherine * Sommer 1765 † 20. März 1784 | Catherine * Sommer 1765 † 20. März 1784 | Catherine * Sommer 1765 † 20. März 1784 | Catherine * Sommer 1765 † 20. März 1784 | Catherine * Sommer 1765 † 20. März 1784 | Catherine * Sommer 1765 † 20. März 1784 |                               |                               |                               |                               |  |  | Edgar * 1762 † Sept. 1801 | Edgar * 1762 † Sept. 1801 | Edgar * 1762 † Sept. 1801 | Edgar * 1762 † Sept. 1801 | Edgar * 1762 † Sept. 1801 | Edgar * 1762 † Sept. 1801 |                    |                    | Isabella * 1765 † Juli 1797 | Isabella * 1765 † Juli 1797 | Isabella * 1765 † Juli 1797 | Isabella * 1765 † Juli 1797 | Isabella * 1765 † Juli 1797 | Isabella * 1765 † Juli 1797 |                          |                          | Heathcliff * 1764 † April 1802 | Heathcliff * 1764 † April 1802 | Heathcliff * 1764 † April 1802 | Heathcliff * 1764 † April 1802 | Heathcliff * 1764 † April 1802 | Heathcliff * 1764 † April 1802 |                                  |                                  |                                  |                                  |                                  |                                  |  |  |  |  |
|                |                |                |                |                     |                     |                     |                     |                                    |                                    |                                    |                                    | ⚭1803                              | ⚭1803                              | ⚭1803             | ⚭1803             | ⚭1803                                   | ⚭1803                                   |                                         |                                         |                                         |                                         |                               |                               |                               |                               |  |  |                           |                           |                           |                           | ⚭1801                     | ⚭1801                     | ⚭1801              | ⚭1801              | ⚭1801                       | ⚭1801                       |                             |                             |                             |                             |                          |                          |                                |                                |                                |                                |                                |                                |                                  |                                  |                                  |                                  |                                  |                                  |  |  |  |  |
|                |                |                |                | Hareton * Juni 1778 | Hareton * Juni 1778 | Hareton * Juni 1778 | Hareton * Juni 1778 | Hareton * Juni 1778                | Hareton * Juni 1778                |                                    |                                    | ⚭1803                              | ⚭1803                              | ⚭1803             | ⚭1803             | ⚭1803                                   | ⚭1803                                   |                                         |                                         |                                         |                                         |                               |                               |                               |                               |  |  | Catherine * März 1784     | Catherine * März 1784     | Catherine * März 1784     | Catherine * März 1784     | Catherine * März 1784     | Catherine * März 1784     | ⚭1801              | ⚭1801              | ⚭1801                       | ⚭1801                       |                             |                             |                             |                             |                          |                          |                                |                                |                                |                                |                                |                                | Linton * Sept. 1784 † Sept. 1801 | Linton * Sept. 1784 † Sept. 1801 | Linton * Sept. 1784 † Sept. 1801 | Linton * Sept. 1784 † Sept. 1801 | Linton * Sept. 1784 † Sept. 1801 | Linton * Sept. 1784 † Sept. 1801 |  |  |  |  |
|                |                |                |                | Hareton * Juni 1778 | Hareton * Juni 1778 | Hareton * Juni 1778 | Hareton * Juni 1778 | Hareton * Juni 1778                | Hareton * Juni 1778                |                                    |                                    |                                    |                                    |                   |                   |                                         |                                         |                                         |                                         |                                         |                                         |                               |                               |                               |                               |  |  | Catherine * März 1784     | Catherine * März 1784     | Catherine * März 1784     | Catherine * März 1784     | Catherine * März 1784     | Catherine * März 1784     |                    |                    |                             |                             |                             |                             |                             |                             |                          |                          |                                |                                |                                |                                |                                |                                | Linton * Sept. 1784 † Sept. 1801 | Linton * Sept. 1784 † Sept. 1801 | Linton * Sept. 1784 † Sept. 1801 | Linton * Sept. 1784 † Sept. 1801 | Linton * Sept. 1784 † Sept. 1801 | Linton * Sept. 1784 † Sept. 1801 |  |  |  |  |

## Erzählstruktur

### Erzähler
Das Geschehen wird im Wesentlichen von zwei Ich-Erzählern präsentiert. Der erste Erzähler ist Lockwood, der von Heathcliff Thrushcross Grange gepachtet hat. Er ist ein junger Gentleman, ein Einzelgänger und zugleich gebildeter Städter, der auf dem Lande Ruhe sucht. Er nimmt an dem Geschehen keinen persönlichen Anteil und beobachtet die Situation von außen, aber mit scharfem Blick, etwa wie ein Tourist die wilden Einheimischen, mit Ironie, aber auch Selbstironie.
Lockwoods Darstellungsweise ähnelt einer Tagebuchaufzeichnung. Er setzt zweimal an, 1801 und 1802, am Beginn und am Schluss, und gibt dadurch dem Roman einen gewissen Rahmen.
Lockwoods Darstellung seiner eigenen Erlebnisse in Yorkshire ist eher eine Augenblicksaufnahme. Von seiner Wirtin in Thrushcross Grange, Ellen Dean, lässt er die dramatische Geschichte von Catherine und Heathcliff berichten. Nelly Dean ist von Anfang an Augenzeugin des Geschehens, als langjährige Haushälterin in beiden Familien hat sie Intimkenntnisse aller Beteiligten und ist zugleich für alle eine Vertrauensperson. Sie ist in das grausame Geschehen nicht persönlich verstrickt und versucht immer wieder, durch Herumspionieren, Manipulation, gut gemeinte Intrigen und Ermahnungen auf die Personen und das Geschehen besänftigend und mildernd einzuwirken, allerdings vergebens. Zwischendurch lässt sie die meisten Hauptpersonen in Form einer Ich-Erzählung zu Wort kommen. Nelly wird damit scheinbar zu der Haupterzählerin, strenggenommen erhalten die Leser jedoch einen bereits von Lockwood bearbeiteten Bericht dessen, was ihm Mrs. Dean erzählte. Diese Verschiebung erlaubt einen noch größeren Abstand des Erzählers zum eigentlichen Geschehen.
Diese Erzählform mit zwei Ich-Erzählern und der Erzählung von Erzähltem wirkt wie ein doppeltes Fenster, durch das der Leser auf die manchmal schwer zu deutenden Ereignisse blickt. Die Autorin verschwindet dahinter völlig und überlässt den Leser sich selbst. Diese damals völlig ungewöhnliche, sehr moderne Romangestaltung war für ein viktorianisches Publikum sicherlich verwirrend. Emily Brontë gibt an keiner Stelle eine klare moralische Wertung ab, sondern bleibt ambivalent, sie überlässt die Meinungsbildung dem Leser. Die Autorin darf keineswegs mit der Erzählerin Nelly Dean gleichgesetzt werden, deren Deutungen und Bewertungen dem Leser meistens einleuchten, aber auch manchmal fragwürdig erscheinen, so wie auch ihre Versuche der Einflussnahme von der Wucht des dramatischen Geschehens völlig überrollt werden.

### Aufbau
Der Roman setzt mit den Erlebnissen Lockwoods ein, als die Handlung kurz vor ihrem Abschluss steht. Der Leser erlebt mit Lockwood in Wuthering Heights überall eine Atmosphäre von Misstrauen, Spannung und Gereiztheit und fragt sich, wie es dazu kam, in welchem Verhältnis die Personen zueinander stehen und welches Ende zu erwarten ist. Es folgt eine lange Rückschau durch die Erzählung Nelly Deans über die Ereignisse der Vergangenheit. Als Lockwood am Schluss erneut in die Handlung eintritt, hat sich die Spannung gelöst, und Nelly Dean kann berichten, wie es doch noch zu einem Happy End gekommen ist.
Trotz der verschachtelten Struktur gelingt es der Autorin, die innere Logik des Romans zu erhalten. Bis in scheinbare Nebensächlichkeiten ist das Erzählte in sich stimmig: Als Hindley in betrunkenem Zustand den kleinen Hareton fallen lässt, fängt Heathcliff den Jungen im Reflex auf. Später ist es Heathcliff, der Wuthering Heights ungewollt für Hareton bewahrt und den jungen Mann damit vor Armut rettet (Ohne Heathcliffs Rache wäre Hindleys Besitz an fremde Gläubiger übergegangen). Mr. Lockwood erwähnt zu Anfang, dass die moorige Erde von Gimmerton die auf dem Friedhof vergrabenen Leichen „mumienhaft“ erhalte. Am Ende des Romans öffnet Heathcliff Cathys Grab und berichtet Nelly Dean, dass Cathys Gesicht noch „immer ihr Gesicht“ sei.

### Zeitleiste
| 1500: | Der Stein oberhalb der Eingangstür von Wuthering Heights, der den Namen Hareton Earnshaw trägt, wird beschrieben, möglicherweise um die Fertigstellung des Hauses zu dokumentieren                    |
| 1757: | Sommer: Hindley Earnshaw wird geboren |
| 1762: | Edgar Linton wird geboren |
| 1765: | Sommer: Catherine Earnshaw wird geboren; Spätjahr: Isabella Linton wird geboren |
| 1771: | Spätsommer: Mr. Earnshaw bringt Heathcliff nach Wuthering Heights |
| 1773: | Frühjahr: Mrs. Earnshaw stirbt |
| 1774: | Hindley wird aufs College geschickt |
| 1775: | Oktober: Hindley heiratet Frances; Mr. Earnshaw stirbt und Hindley kehrt zurück; November: Heathcliff und Catherine besuchen Thrushcross Grange zum ersten Mal; Catherine bleibt bis Weihnachten dort |
| 1778: | Juni: Geburt Hareton; Frances stirbt |
| 1780: | Heathcliff flieht von Wuthering Heights; Mr. and Mrs. Linton sterben |
| 1783: | März: Catherine ist mit Edgar verheiratet; September: Heathcliff kehrt zurück |
| 1784: | Februar: Heathcliff heiratet Isabella; 20. März: Catherine stirbt und Cathy wird geboren; September: Hindley stirbt; Linton Heathcliff wird geboren                                                   |
| 1797: | Isabella stirbt; Cathy besucht Wuthering Heights und trifft Hareton; Linton wird nach Thrushcross Grange und dann nach Wuthering Heights gebracht                                                     |
| 1800: | 20. März: Cathy trifft Heathcliff und sieht Linton wieder |
| 1801: | August: Cathy und Linton heiraten; Edgar stirbt; September: Linton stirbt; Mr. Lockwood geht nach Thrushcross Grange und besucht Wuthering Heights, hier beginnt seine Erzählung                      |
| 1802: | Januar: Mr. Lockwood kehrt nach London zurück; April: Heathcliff stirbt; September: Mr. Lockwood kehrt nach Thrushcross Grange zurück                                                                 |
| 1803: | Neujahr: Cathy plant, Hareton zu heiraten |

## Figuren
- Heathcliff (rund 1764–1802): Vermutlich ein Waisenkind, wird er von Mr. Earnshaw auf den Straßen Liverpools gefunden und nach Wuthering Heights gebracht. Dort wird er von der Familie mit Widerwillen aufgenommen und versorgt. Er und Catherine kommen sich näher, und ihre Liebe wird das Hauptthema des ersten Bandes. Seine Rache an dem Mann, den sie zur Heirat auserwählt, und die Folgen dieser Rache sind das Hauptthema des zweiten Bandes. Heathcliff wurde als Byronscher Held betrachtet, aber Kritiker weisen darauf hin, dass er sich an verschiedenen Stellen neu erfindet, was es schwer macht, seinen Charakter einem bestimmten Typ zuzuordnen. Aufgrund seiner mehrdeutigen Stellung in der Gesellschaft und seinem Statusdefizit – unterstrichen durch die Tatsache, dass „Heathcliff“ sein Rufname ist; er hat keinen Nachnamen – war er ein Lieblingsthema der marxistischen Literaturkritik.[1]
- Catherine Earnshaw (1765–1784): Sie wird dem Leser zunächst nach ihrem Tod vorgestellt, durch Lockwoods Entdeckung ihres Tagebuchs und ihrer Zeichnungen. Die Beschreibung ihres Lebens findet sich fast ausschließlich im ersten Band. Sie scheint sich unsicher zu sein, ob sie eher wie Heathcliff ist bzw. so werden möchte wie er, oder ob sie sich eher Edgar ähnlich fühlt. Es scheint, dass sie beides möchte und dass sie ohne beide nicht ganz sie selbst sein kann, aber die Gesellschaft oder die menschliche Natur lässt dies nicht zu. Einige Kritiker haben die Meinung vertreten, dass ihre Entscheidung, Edgar zu heiraten, eine allegorische Zurückweisung der Natur und eine Kapitulation gegenüber der Kultur sei – eine Entscheidung mit schicksalhaften Folgen für alle anderen Personen. Ihr Charakter wurde auch entsprechend der feministischen und psychoanalytischen Literaturtheorie interpretiert.[2]
- Edgar Linton (1762–1801): Eingeführt wird er als Kind der Familie Linton, er lebt auf Thrushcross Grange. Seine Verhaltensweise und seine Umgangsformen stehen in scharfem Kontrast mit Heathcliff, dem er sofort missfällt, und Catherine, die sich zu ihm hingezogen fühlt. Sie heiratet ihn anstelle Heathcliffs wegen seines höheren sozialen Status. Aus der Perspektive der feministischen Interpretation macht dies die Problematik einer Gesellschaftsordnung deutlich, in der Frauen Ansehen und wirtschaftliche Absicherung nur durch die Eheschließung erlangen können.
- Nelly Dean (* um 1755): Die Haupterzählerin des Romans. Sie ist Hausangestellte während drei Generationen der Earnshaws und zwei Generationen der Lintons. Sie überbrückt in gewissem Sinne den Abgrund zwischen Natur und Kultur. Von niedriger Herkunft, betrachtet sie sich dennoch als Hindleys Milchschwester (sie sind gleichaltrig und ihre Mutter ist Hindleys Amme). Sie lebt und arbeitet unter den rauen Bewohnern der Sturmhöhe, ist jedoch belesen und verinnerlicht auch die verfeinerten Umgangsformen von Thrushcross Grange. Zu respektvoller Distanz wird ihr Rufname Ellen verwendet – Nelly wird sie nur von Nahestehenden genannt. Sie wirkt als vorurteilslose Erzählerin, obwohl ihre enge Beziehung zu den Hauptfiguren oft bedingt, dass sie an vielen Vorgängen selbst aktiv beteiligt ist. Kritiker haben oft erörtert, wie weit ihre Handlungen als die einer Nebenfigur die anderen Figuren wirklich beeinflussen.[3]
- Isabella Linton (1765–1797): Als Mitglied der Familie Linton eingeführt, wird Isabella nur in Beziehung zu anderen Figuren dargestellt. Sie sieht Heathcliff romantisch, obwohl Catherine sie davor warnt, und wird eine ahnungslose Zeugin seiner Rachepläne gegen Edgar. Heathcliff heiratet sie, aber misshandelt sie. Sie flieht nach ihrer Schwangerschaft nach London und bringt einen Sohn, Linton, zur Welt. Ihr gelingt es, durch die Flucht den Misshandlungen durch ihren Ehemann zu entgehen, was bei einigen Kritikern – besonders feministische Interpretinnen – zur Bewertung führt, sie als die eigentliche tragisch-romantische Heldin des Romans im traditionellen Sinne zu betrachten.
- Hindley Earnshaw (1757–1784): Catherines älterer Bruder, der Heathcliff gleich im ersten Moment verabscheut und ihn während der ganzen Kindheit demütigt. Er wird wegen seines schlechten Benehmens zur Schulausbildung fortgeschickt, kehrt aber nach dem Tod seines Vaters mit seiner frischen Ehefrau Frances nach Wuthering Heights zurück. Sein Hass gegen Heathcliff hat sich nur noch verschärft. Nach dem Tod von Frances versinkt Hindley zusehends in Alkohol, Depressionen und Schulden. Er ruiniert dadurch die Familie Earnshaw. Kurz vor seinem Tod versucht Hindley seinen Erzfeind Heathcliff zu erschießen, wird aber von diesem zusammengeschlagen.
- Hareton Earnshaw (* 1778): Er ist der Sohn von Hindley und Frances und wird bereits nach einigen Jahren zum Vollwaisen. Nachdem er zuerst hauptsächlich von Nelly aufgezogen wurde, übernimmt nach Hindleys Tod Heathcliff die Erziehung. Heathcliff enthält Hareton daraufhin jegliche Form von Bildung oder Erziehung. Als Erwachsener lebt Hareton auf Wuthering Heights als eine Art Knecht, unbeholfen wirkend und offenbar unwissend, dass er der eigentliche Herr von Wuthering Heights sein müsste. Erst nach dem Tod von Heathcliff, am Ende des Romans, kann sich Hareton langsam ein eigenes Selbstbewusstsein entwickeln und eine Ehe mit Cathy Linton ansteuern.
- Cathy Linton (* 1784): Sie ist die Tochter von Catherine Earnshaw und Edgar Linton, sie ist intelligent und lieb, kann aber auch eigenwillig wie ihre Mutter sein. Von ihrem vorsichtigen Vater wird Cathy über die Vorgeschichte ihrer Geburt und damit auch über Heathcliff in Unklarem gelassen. Doch mit zunehmendem Alter fühlt sie sich immer mehr von Wuthering Heights angezogen. Durch Intrigen von Heathcliff heiratet sie ihren Cousin Linton und muss fortan recht verbittert auf Wuthering Heights leben, wo sie von Heathcliff schikaniert wird. Am Ende des Romanes bahnt sich ihre Hochzeit mit Hareton an.
- Linton Heathcliff (1784–1801): Er ist der schwächliche Sohn von Heathcliff und Isabella. Nachdem seine Mutter von Heathcliff geflüchtet ist, verbringt er seine Kindheit mit ihr in Südengland. Nach dem Tod der Mutter, als er zwölf ist, kommt er nach Wuthering Heights. Er ist eigennützig, kann grausam sein und benutzt seine schwache Gesundheit mehrmals als Vorwand, um Ziele zu erreichen. Obwohl er Cathy nicht liebt und sie ihn auch nicht, zwingt Vater Heathcliff ihn in die Ehe mit Cathy (damit Heathcliff auch das Anwesen der Lintons unter seine Kontrolle bekommt). Bald nach der Hochzeit stirbt Linton an seinen Krankheiten.
- Joseph: Der schrullige Diener von Wuthering Heights, der am Ende des Romanes dort seit über 60 Jahren im Dienst steht. Er ist ein strenger, selbstgerechter Christ, der jeden Sonntag für die Leute in Wuthering Heights Strafpredigten hält. Er spricht mit einem starken Yorkshire-Akzent und lässt kaum ein gutes Wort über die anderen Figuren des Romans fallen.
- Mr Lockwood: Der junge, wohlsituierte Ich-Erzähler, der sich im Jahre 1801 in Thrushcross Grange einmietet. Er ist enttäuscht und müde von dem Treiben der Stadt, weshalb er sich in dieser abgelegenen Yorkshire-Gegend niederlässt. Er erkennt aber im Laufe des Romans, dass diese unwirtliche Gegend mit ihren düsteren Bewohnern nichts für ihn ist. Daraufhin verabschiedet er sich bald wieder aus Thrushcross Grange.
- Frances († 1778): Hindleys kränkelnde Frau und Haretons Mutter. Sie wird als recht einfältig beschrieben und kommt offenbar aus sehr einfachen Verhältnissen.
- Mr. Earnshaw († 1777) und Mrs. Earnshaw († 1773): Die Eltern von Catherine und Hindley. Am Anfang von Nellys Geschichte ist Earnshaw Herr von Wuthering Heights, er wird als temperamentvoll, aber liebevoll beschrieben. Er ist in seinen Adoptivsohn Heathcliff auf seltsame Weise vernarrt, wodurch der Zwist auf Wuthering Heights beginnt. Seine Frau, die fast am Anfang der Geschichte stirbt, misstraut dagegen dem kindlichen Heathcliff sofort.
- Mr. und Mrs. Linton (beide † 1780 an derselben Krankheit): Edgars und Isabellas Eltern, die ihre Kinder trotz der ländlichen Gegend auf kultivierte Weise erziehen. Mr. Linton ist (wie sein Sohn später auch) Dorfvorsteher von Gimmerton.
- Dr. Kenneth: Der langjährige Arzt von Gimmerton, ein Freund Hindleys, der bei den Krankheitsfällen des Romanes anwesend ist.
- Zillah: Eine Dienerin auf Wuthering Heights zu der Zeit, als der Erzähler Mr. Lockwood dort eintrifft. Sie ist eigentlich gutmütig, etwa im Umgang mit Lockwood, will sich aber auch nicht mit Heathcliff anlegen. Daher hilft sie etwa auch nicht Cathy.
- Mr. Green: Edgars korrupter Anwalt, der seinen letzten Willen verändern und verhindern sollte, dass Thrushcross Grange an Heathcliff fällt. Aber Mr. Green wechselt die Seiten und unterstützt nach Edgars Tod Heathcliff.

## Interpretation

### Allgemeines
Der Roman gilt heute als ein klassisches Werk der englischen Romanliteratur. Seit seinem ersten Erscheinen 1848 hat der Roman recht unterschiedliche Deutungen erfahren. Er steht weder in der Tradition des historischen Romans Walter Scotts noch in der des streng realistischen und gesellschaftsbezogenen Romans etwa Jane Austens, sondern ist ein Werk ganz eigener Art. Die modern anmutende und an Joseph Conrad erinnernde Erzähltechnik weist voraus auf das 20. Jahrhundert.
Die gegensätzlichen Deutungen konzentrieren sich meistens auf die Hauptfigur des Romans: Heathcliff. Die ersten Kritiker haben in ihm lange ein Monster oder einen satanischen Charakter sehen wollen, und dies scheint durch seine Handlungen gerechtfertigt. Eine andere, sozialkritische Deutung sieht in Heathcliff, dem Findelkind aus den Slums Liverpools, einen Rächer der Unterprivilegierten und einen sozialen Rebellen gegen die kapitalistische Gesellschaft und die Unterdrückung des Arbeiters durch die herrschende Klasse, der dann selber auch in die Rolle des Unterdrückers schlüpft. Als innerlich zerrissener und intelligenter Antiheld, der persönliche Ziele über allgemeine Moralvorstellungen stellt, gilt Heathcliff gemeinhin als klassisches Beispiel des Byronschen Helden in der englischen Literatur.

### Naturmystische Interpretation
Heathcliffs Charakter und Handlungen sind geprägt von Gegensätzlichkeiten und Widersprüchen. Er ist ein Findelkind und Fremdling unbekannter Herkunft aus den Slums Liverpools. In der Brontë-Interpretation gibt es verschiedene Thesen zu Heathcliffs möglicher Abstammung, die Emily Brontë im Sinn gehabt haben könnte: ein zurückgelassenes Zigeunerkind, der ausgesetzte Sohn einer Prostituierten, ein Kind irischer Emigranten, dessen Eltern vor der Abfahrt nach Amerika verstarben, ein uneheliches Kind des alten Earnshaw. Zugleich erscheint er aber auch wie ein natürliches Element der wilden Moorlandschaft des entlegenen Yorkshire (Heathcliff bedeutet Heidklippe).
Im 20. Jahrhundert entstand so eine vorherrschende Lesart des Romans, die in Heathcliff nicht nur ein Individuum, sondern zugleich die Verkörperung elementarer Naturgewalten sieht, ebenso wie Wuthering Heights, mit dem Heathcliff in dem Roman eine Einheit bildet.
So erlebt ihn Lockwood bei seinem Besuch in Wuthering Heights, als Heathcliffs Hundemeute sich auf ihn stürzt. Nelly Dean sagt von Heathcliff, er sei als Kind fromm wie ein Lamm gewesen, die Schikanierung durch Hindley ertrug er stoisch, aber der erwachsene und gewandelte Heathcliff zeigt sich erschreckend brutal und gefühllos auch gegen den eigenen Sohn und die Verwandtschaft, die er quält, nötigt, betrügt und zum Teil in den Tod treibt. Dabei erscheint er in der Schilderung Nelly Deans, die für ihn eine gewisse Sympathie zeigt, nicht nur als Täter und Peiniger, sondern in zunehmendem Maße als Opfer und Gejagter einer unsichtbaren Macht. Er verwandelt sich im Verlauf der Geschichte mehrmals, am überraschendsten am Schluss, wo er, wie es scheint, im Zustand der Ekstase in den Tod geht.
Cathy sagt als junges Mädchen zu Nelly Dean: „Ich bin Heathcliff“. Zwischen ihr und Heathcliff, so glauben beide, besteht eine unzerstörbare Einheit, und in dieser Einheit liegt vielleicht der Schlüssel zum Verständnis des Romans. Diese Beziehung wird nicht als eine sexuelle dargestellt, sie ist erwachsen aus der Seelenverwandtschaft der wilden Kinder im gemeinsamen Erleben der ungebändigten Natur von Wuthering Heights, dem gemeinsamen Kampf gegen die Unterdrückung durch Hindley und der Verachtung der verfeinerten Lebensform auf Thrushcross Grange. Durch ihre Heirat mit Edgar und die abfälligen Worte über Heathcliff hat Cathy Verrat begangen und dieses Band zerrissen, damit gleichsam ein ewiges Naturgesetz verletzt.
Die schreckliche Rache Heathcliffs an den Familien Earnshaw und Linton nach dem Tode Cathys ist deshalb nicht einfach die persönliche Rache eines Gekränkten, sondern ein Unheil, das durch die Verletzung der natürlichen Ordnung entsteht. Heathcliff erscheint zum Ende immer mehr als der Gehetzte und Gejagte, die verstorbene Cathy bestimmt als für ihn spürbare, jedoch unsichtbare Geistererscheinung sein Handeln mit. So erzählt er Nelly Dean (Kapitel 29), dass diese Erscheinungen nicht seiner Phantasie entspringen, sondern – im Sinne der fiktiven Realität des Romans – „real“ sind. Bezeugt werden die Erlebnisse durch den Rationalisten Lockwood (Kap. 3).
Dass Cathys Geist einem Fremden erschien, der sie sogar sehen konnte, erschüttert Heathcliffs bislang unbeugsamen Geist und bricht seinen Rachewillen.
Das Eindringen der Verstorbenen in die Welt der Lebenden ist sowohl ein Motiv des im England des frühen 19. Jahrhunderts beliebten Schauerromans (Gothic novel), als auch ein typisches Element der Dramen Shakespeares. Zugleich weisen die mystischen Elemente in diesem Werk voraus auf den Magischen Realismus des 20. Jahrhunderts.
Die Wandlung Heathcliffs vor seinem Tode passt zu dieser Deutung. Die Liebe zwischen Hareton und der jungen Catherine erinnert Heathcliff und den Leser an seine Beziehung zu Cathy: Sie lässt die harmonische Einheit, die durch den Verrat Cathys zerstört worden war, erneut aufleben und besänftigt gewissermaßen die Rachegeister. Möglich ist die Interpretation, dass es so auch zu einer Versöhnung mit dem Geist der verstorbenen Cathy kommt. Das offene Fenster an seinem Bett und Heathcliffs triumphierender, glückseliger Gesichtsausdruck im Tod weisen darauf hin, dass er schließlich Cathys Geist erblickte, als sie seine Seele ins Jenseits holte. Zusammen mit Edgar findet Heathcliff seine letzte Ruhestätte im Grab neben Cathy. Die Toten, sagt Nelly Dean im Roman, sind zur Ruhe gekommen.

### Ergänzende Interpretationsansätze
Moderne Interpretationen ergänzen diese naturmystische Lesart durch psychologische Ausdeutung der inneren Konflikte und Entwicklungen der Charaktere.
Vor allem Heathcliff wird so nicht als eine bloße Verkörperung der Naturgewalten gesehen, sondern auch als ein durch sein Schicksal traumatisierter und seine seelische Veranlagung geprägter Mensch, der seine psychischen Defizite in asozialem Verhalten auslebt, weil ihm sein verschlossener, harter Charakter nicht erlaubt, seine Wunden zu zeigen und in zwischenmenschlichen Kontakten Hilfe zu finden.
So erscheint Heathcliff als noch verletzlicher Junge am menschlichsten: In einer Szene klagt er Nelly Dean seinen Kummer, nur ein armes, schmuddeliges Findelkind zu sein; in einer anderen gesteht er Nelly, nicht essen zu können, weil ihm von Hindleys brutalen Schlägen vor Schmerzen übel ist.
Als Erwachsener hat Heathcliff scheinbar diese menschliche Seite abgelegt. Er zeigt mitunter animalische Verhaltensmuster: Er knurrt, tobt und brüllt vor Wut, fletscht sogar die Zähne. Nelly beschreibt den Unterschied zwischen Edgars und Heathcliffs Trauer um die tote Cathy auch als Unterschied zwischen einem gesitteten und einem verwilderten Menschen: Während Edgar sich in sein Haus zurückzieht und den Verlust still verarbeitet, schlägt Heathcliff draußen im Garten seinen Kopf gegen einen Baum und heult vor Verzweiflung und Schmerz „wie ein verwundetes Tier“.
Zugleich ist Heathcliffs unzivilisierter und amoralischer Geist auch seine enigmatische Stärke: Er nutzt seine körperliche Überlegenheit und seine Willenskraft aus, sich im Zuge der Rache zumindest sadistische Befriedigung zu verschaffen, wenn schon seine manische Liebe zu Cathy nicht befriedigt wurde.
Heathcliff muss jedoch damit nicht wie in der viktorianischen Kritik als Dämon oder Teufel gesehen werden, er ist zunächst ein egozentrischer, seelisch kranker Mensch, dem jegliche Einsicht in die Gefühlswelt anderer, selbst seiner geliebten Cathy, fehlt.
Eine weitere Interpretation sieht zudem eine Ähnlichkeit zwischen Heathcliff und Shakespeares Charakter Macbeth: Beide Männer entwickeln sich im Laufe der Handlung zu scheinbar unmenschlich grausamen Menschenschindern, beide hängen in manischer Liebe an einer idealisierten Frau, der sie geradezu hörig sind, beide werden wiederholt durch rätselhafte Visionen geplagt und können schließlich nicht mehr schlafen, beide erfahren am Ende ihres Lebens eine ekstatische Erlösung.

## Historischer Hintergrund
Das Geschehen im zweiten Teil des Romans wird verständlicher, wenn man den rechtsgeschichtlichen Hintergrund hinzuzieht, der Heathcliffs Wirken ermöglicht. Im 19. Jahrhundert herrschte in Großbritannien ein ausschließlich männliches Erb- und Eigentumsrecht, welches nur in Ausnahmefällen durch besondere Vertrags- oder Testamentsregelungen ausgesetzt werden konnte. Im Todesfall ging sämtliches Eigentum grundsätzlich an den nächsten männlichen Verwandten über, in der Regel an den ältesten Sohn. War dieser noch minderjährig, konnte die Mutter bis zur Volljährigkeit das Besitzrecht bekommen. Hatte ein Erblasser nur Töchter, ging das Erbe nicht an die Töchter, sondern an einen Neffen oder sogar an einen weiter entfernten männlichen Erben. Häufig gab es im Testament bindende Verfügungen, sodass die Annahme des Erbes mit jährlichen Rentenzahlungen an die Töchter und die Ehefrau verbunden war.
Falls eine Frau in Ausnahmefällen über Eigentum verfügte, ging dieses in der Regel bei Heirat an den Ehemann über.
Dementsprechend wird im Roman dargestellt, wie sich Heathcliff durch Heirat (erst er selbst mit Isabella, dann sein Sohn mit Catherine) in die Verwandtschaft und damit Erbfolge der Lintons einbringt.

### Reale Vorlagen

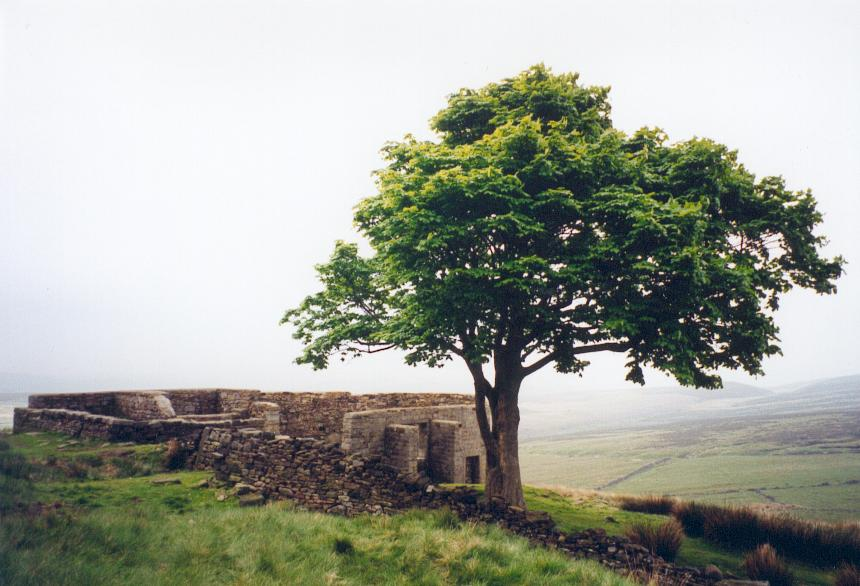
Top Withens bei Stanbury, Gemeinde Haworth

- Das Dorf Gimmerton, in dessen Umgebung der Roman spielt, basiert auf der kleinen Ortschaft Stanbury bei Haworth, West Yorkshire, hier finden sich die von Biografen angenommenen geografischen Vorbilder für Thrushcross Grange (das Gut Ponden Hall) und Wuthering Heights (Top Withens, der höchste Hügel der Umgebung mit einem heute zerstörten Farmhaus).
- Die Landschaftspunkte Peniston Hill und Peniston Crag aus dem Roman existieren tatsächlich und liegen zwischen Haworth und Stanbury.
- Die Felsformation mit der Feenhöhle, die Catherine mit Nelly besuchen möchte, ist der ausgehöhlte Felsvorsprung Ponden Kirk bei Stanbury.
- Eine Inspiration für den erwachsenen Heathcliff war Jack Sharp, dessen Geschichte Emily während ihrer Anstellung als Lehrerin in Law Hill erfuhr. Sharp war der Adoptivsohn einer wohlhabenden Wollmacherfamilie, dem es durch Intrigen gelang, das Familienerbe an sich zu bringen, und der Erbauer von Law Hill, das ähnlich wie Wuthering Heights auf einem Hügel steht.[5]

## Rezeption

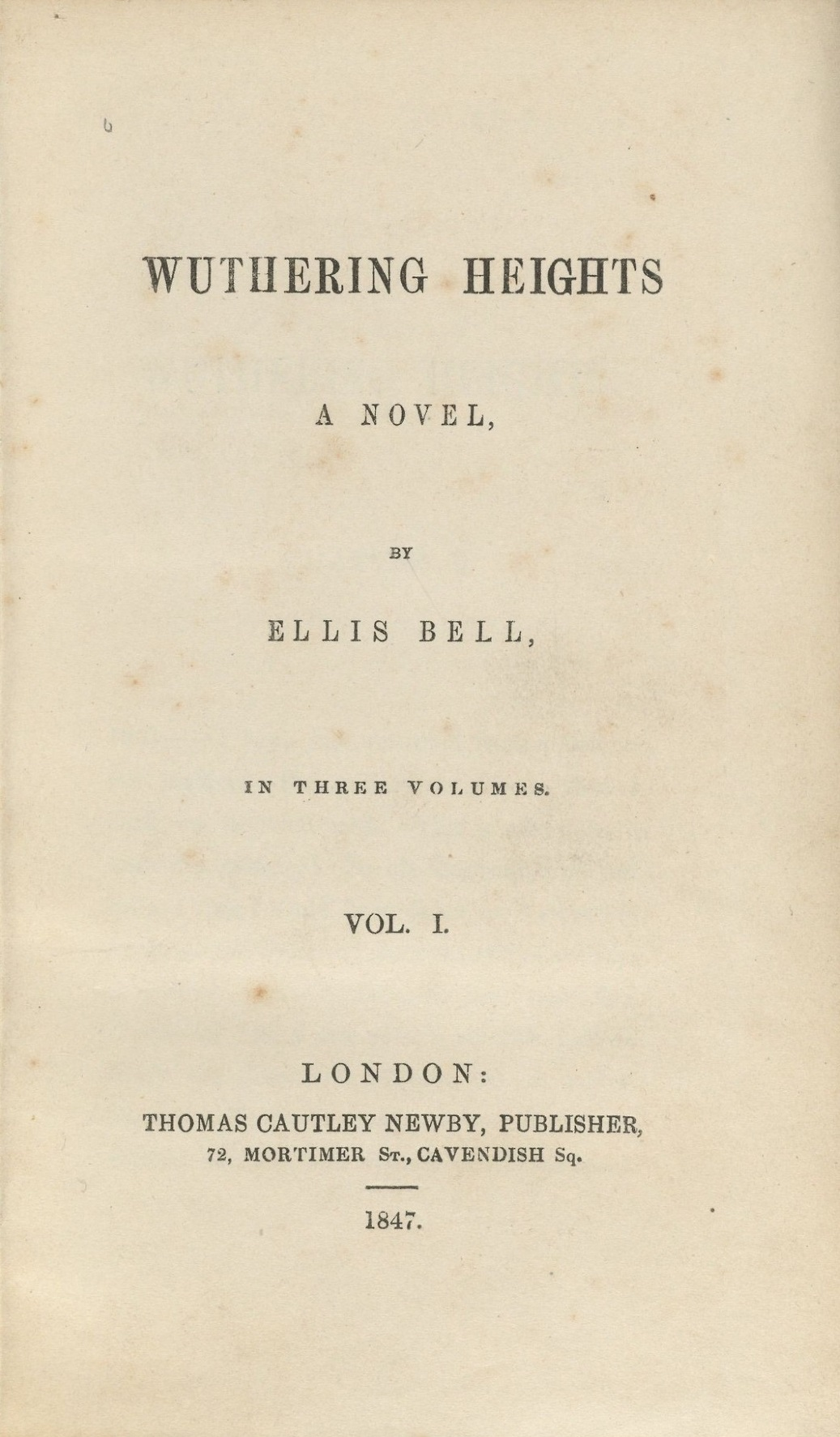
Wuthering Heights, 1847

Wuthering Heights (Sturmhöhe) war im 19. Jahrhundert umstritten, allerdings war die Übertreibung der negativen Kritiken und das Verschweigen der positiven Anteile der zeitgenössischen Rezensionen durch die Herausgeberin Charlotte Brontë einer der Gründe, warum in der literaturgeschichtlichen Darstellung die Kritik besonders hervorgehoben wurde. Kritikpunkte in den zeitgenössischen Rezensionen waren, dass man sich mit keinem der Charaktere wirklich identifizieren könne, da keine der handelnden Personen in irgendeiner Weise voll und ganz sympathisch sei, sie stießen eher ab, als dass sie anzögen. Außerdem könne man mit keinem Charakter wirklich mitfühlen, man empfinde zwar hin und wieder Mitleid, das aber durch die zu verurteilenden Taten wieder zunichtegemacht werde.
Die verschachtelte Handlung wird teils als verwirrend kritisiert, teils als kunstvolle Balance gelobt, die Sprache als gestelzt und melodramatisch getadelt oder als polyphonisch und authentisch gepriesen.
Gelobt wird die drastische, ungeschönte Darstellung des Bösen in der menschlichen Natur und die in sich äußerst geschickt bis ins kleinste Detail entworfene Handlungsstruktur. Lobende Kritiken sehen in Wuthering Heights ein Werk im Geiste Shakespeares: eine überrealistisch erhöhte und intensivierte Handlung mit mystischen Elementen und mit menschlich realistischen Charakteren, die in ihrem Tun bis ins Extreme gehen.
Die einzelnen Kritiken und Analysen verfallen bis heute in Extrempositionen: Wuthering Heights gilt den einen als ein Meisterwerk und Kulturgut des Viktorianischen Zeitalters, den anderen als überschätztes Kuriosum der Romanliteratur.

## Übersetzungen ins Deutsche (Auswahl)
Der Roman Wuthering Heights wurde mehrfach unter verschiedenen Titeln ins Deutsche übertragen. Eine Auswahl von Übersetzungen:
- 1851: Wutheringshöhe, 3 Bde. (Band 1,[11] Band 2, Band 3[12]), unbekannter Übersetzer
- 1908: Der Sturmheidhof,[13]  auch Sturmhöhe, Gisela Etzel
- 1938: Die Sturmhöhe,[14] Grete Rambach
- 1941: Umwitterte Höhen,[15] Alfred Wolfenstein
- 1947: Stürmische Hügel, auch Sturmhöhe, Gladys von Sondheimer
- 1949: Sturmhöhe, Siegfried Lang
- 1951: Catherine Linton: Liebe und Hass auf Wuthering Heights, Martha Fabian
- 1986: Sturmhöhe, Ingrid Rein
- 1997: Sturmhöhe, Michaela Meßner
- 2016: Sturmhöhe, Wolfgang Schlüter

Übersetzungen ohne Jahresangabe:
- o. J.: Sturmhöhe, Johannes F. Boeckel
- o. J.: Sturmumwetterte Höhen, Karl Gassen
- o. J.: Stürmische Höhen, J. B. Schiff

## Illustrationen
Der Roman wurde mehrfach von verschiedenen Künstlern illustriert:
- 1924: Der britische Maler Percy Tarrant (1881–1930) fertigte für den Verlag George G. Harrap 16 farbige Illustrationen an.
- 1931: Die Künstlerin Clare Leighton (1899–1989) erstellt eine Reihe von Holzschnitten zum Roman.
- 1935: Illustrationen des Malers Balthus veröffentlicht, die 1932–1935 entstanden.
- 1943: Holzschnitte des deutsch-amerikanischen Künstlers Fritz Eichenberg (1901–1990) im Auftrag des US-amerikanischen Verlags Random House.

## Adaptionen

### Musik
- Bernard Herrmann komponierte zwischen 1943 und 1951 die Oper Wuthering Heights; Carlisle Floyd schrieb 1958 eine gleichnamige Oper. Auch Frédéric Chaslin vertonte (nach einem Libretto von P. H. Fisher) den Roman als Oper.
- Das 1976 erschienene Album Wind and Wuthering der Band Genesis wurde in Musik von dem Roman inspiriert. Ein zweiteiliger Instrumentaltitel des Albums ist nach den letzten Worten des englischen Originaltexts benannt: “Unquiet Slumbers for the Sleepers … In That Quiet Earth”.
- Die britische Musikerin Kate Bush vertonte 1978 auf ihrem Debütalbum The Kick Inside die Geschichte von Cathy und Heathcliff und landete mit Wuthering Heights einen weltweiten Hit, von dem heute zahlreiche Coverversionen existieren (u. a. von der neuseeländischen Sängerin Hayley Westenra). Kate Bush ist auf den Tag genau 140 Jahre nach Emily Brontë geboren.
- 1979 machte John Ferrara mit seiner Band Ferrara den Roman zum Thema seines Discoalbums Wuthering Heights.
- Der Titelsong des Zodiac-Mindwarp-Albums One More Knife (1994) bezieht sich ebenfalls auf den Roman; Heathcliff wird namentlich erwähnt. Im Booklet der CD findet sich eine Widmung an Emily Brontë.
- Der Komponist Jim Steinman ließ sich, eigenen Angaben nach, von dem Buch zu seinem Hit Its All Coming Back to Me Now inspirieren. Der Song wurde unter anderem von Céline Dion und Meat Loaf interpretiert.
- Cliff Richard brachte 1995 ein Album mit dem Titel Songs from Heathcliff heraus. Die Songs waren die Grundlage für sein Musical Heathcliff (Uraufführung 1996 im Hammersmith Apollo), das auf der ersten Hälfte des Romans basiert.

### Hörspiel
Das Hörspiel Sturmhöhe (zweiteilig) in der Bearbeitung von Kai Grehn wurde 2012 als Koproduktion von SWR2 und NDR Kultur produziert. Sprecher sind u. a. Sebastian Blomberg, Jule Böwe, Volker Bruch, Franziska Wulf, Alexander Fehling und Bibiana Beglau.
- Sturmhöhe. Hörspiel von Kai Grehn, Übersetzung von Gisela Etzel, der Hörverlag 2013, ISBN 978-3-86717-931-7

### Verfilmungen
- 1920: Wuthering Heights (UK; Stummfilm; mit Milton Rosmer, Ann Trevor und Colette Brettel)
- 1939: Sturmhöhe (Wuthering Heights; USA; Regie: William Wyler; mit Merle Oberon, Laurence Olivier, David Niven)
- 1948: Wuthering Heights (UK; Fernsehfilm; mit Kieron Moore, Patrick Macnee)
- 1950: Wuthering Heights (USA; Fernsehfilm; mit Charlton Heston, Una O’Connor)
- 1953: Wuthering Heights (UK; Fernsehfilm; Regie: Rudolf Katscher; mit Richard Todd, Yvonne Mitchell)
- 1954: Abgründe der Leidenschaft (Abismos de pasión; Mexiko; Regie: Luis Buñuel; mit Lilia Prado, Jorge Mistral)
- 1962: Wuthering Heights (UK; BBC-Fernsehfilm; Regie: Rudolf Katscher; mit Claire Bloom, Ronald Howard)
- 1967: Wuthering Heights (UK; BBC-Vierteiler; mit Ian McShane, Angela Scoular)
- 1970: Sturmhöhe (Wuthering Heights; UK; Regie: Robert Fuest; mit Timothy Dalton, Anna Calder-Marshall, Ian Ogilvy)
- 1978: Wuthering Heights (UK; BBC-Fünfteiler; mit Ken Hutchison)
- 1985: Sturmhöhe (Hurlevent; Frankreich, Regie: Jacques Rivette; mit Lucas Belvaux)
- 1988: Arashi ga oka (Japan; Regie: Yoshishige Yoshida; mit Yūsaku Matsuda)
- 1992: Stürmische Leidenschaft (Emily Brontë’s Wuthering Heights; UK; Regie: Peter Kosminsky; mit Juliette Binoche, Ralph Fiennes, Janet McTeer)
- 1998: Wuthering Heights (UK; ITV; mit Orla Brady, Matthew Macfadyen)
- 2003: Wuthering Heights (USA; MTV-Fernsehfilm; mit Mike Vogel, Erika Christensen)
- 2004: Cime tempestose (Italien; Fernsehfilm; mit Alessio Boni)
- 2009: Emily Brontë’s Sturmhöhe (Wuthering Heights; UK; ITV-Zweiteiler; mit Tom Hardy, Charlotte Riley)
- 2011: Wuthering Heights (UK; Regie: Andrea Arnold; mit Kaya Scodelario)
- 2015: Gefährliche Leidenschaft – Wuthering High (Wuthering High; USA; Fernsehfilm; mit Paloma Kwiatkowski, Andrew Jacobs)
- 2022: Wuthering Heights (USA, Regie und Hauptrolle Bryan Ferriter)

Anmerkung: Die meisten der Verfilmungen beschränken sich auf die erste Hälfte des Romans bis zu Cathy Earnshaws Tod. Die Verfilmungen von 1920, 1967, 1978, 1992, 1998 und 2009 umfassen die gesamte Romanhandlung, wobei die BBC-Miniserien von 1967 und 1978 besonders werkgetreu gestaltet wurden. Die Verfilmungen von 2003 und 2015 versetzen die Handlung des Romans jeweils in das moderne Amerika des 21. Jahrhunderts.

### Literarische Adaptionen
- 1978: Return to Wuthering Heights, Fortsetzung von Sturmhöhe, unter den Autorennamen Nicola Thorne (Severn House Publishers, London 1996, ISBN 978-0-7278-4913-7) und Anna L’Estrange (Corgi Books, London 1978, ISBN 978-0-552-10608-5) erschienen.
- 1978: Heathcliff, Roman von Jeffrey Caine, der Heathcliffs Geschichte in den Jahren außerhalb Gimmertons erzählt, Alfred A. Knopf, New York, ISBN 0-394-41879-4.
- 1992: H: The Story of Heathcliff's Journey Back to Wuthering Heights, Roman von Lin Haire-Sargeant, der Figuren aus Charlotte Brontës Roman Jane Eyre mit Sturmhöhe verknüpft, Pocket Books, New York, ISBN 0-671-77701-7, dt.: Rückkehr zur Sturmhöhe, aus dem Amerikanischen von Friederike Zeininger, Droemer Knaur, München 1994, ISBN 978-3-426-65006-6.
- 1995: La migration de cœurs, Roman von Maryse Condé, welche die Handlung nach Guadeloupe und Kuba verlegt, Robert Laffont, Paris, ISBN 2-221-07724-5, dt.: Sturminsel, aus dem Französischen von Klaus Laabs, Hoffmann und Campe, Hamburg 1997, ISBN 3-455-00912-3.
- 2002: 本格小説, Roman von Minae Mizumura, der die der Vorlage nachempfundene Handlung ins 20. Jahrhundert verlegt. Shinchōsha, Tōkyō, engl.: A True Novel, aus dem Japanischen von Juliet Winters Carpenter, Other Press, New York 2013, ISBN 978-1-59051-706-2.
- 2003: Thursday Next in The well of lost plots, Roman von Jasper Fforde, in dem die Charaktere aus Wuthering Heights eine Gruppentherapiesitzung veranstalten, Hodder & Stoughton, London, ISBN 978-0-340-82596-9, dt.: Im Brunnen der Manuskripte, aus dem Englischen von Joachim Stern, Deutscher Taschenbuch-Verlag, München 2005, ISBN 978-3-423-24464-0.
- 2005: Heathcliff’s Tale, Roman von Emma Tennant, eine Satire auf die literaturwissenschaftlichen Interpretationen von Sturmhöhe, Tartarus Press, Leyburn, ISBN 978-1-872621-91-3.
- 2016: Nelly Dean – A return to Wuthering Heights, Roman von Alison Case aus der Sicht der langjährigen Wirtschafterin der Earnshaws, Pegasus Books, New York, ISBN 978-1-60598-961-7.
- 2020: Wenn die Nebel flüstern, erwacht mein Herz, Roman von Kathrin Lange, mit Emily Brontë in einer kleinen, aber wichtigen Nebenrolle, Arena, Würzburg, ISBN 978-3-401-60524-1.

## Hörbücher
- Sturmhöhe (gelesen von Eva Mattes und Wolfram Koch, Übersetzung von Michaela Meßner), Patmos 2005, ISBN 978-3-491-91172-7
- Sturmhöhe (gelesen von Gudrun Landgrebe), Sounds of Seduction Audioproduktionen Köln 2010, ISBN 978-3-937071-14-5
- Sturmhöhe – Wuthering Heights (gelesen von Beate Rysopp und Wolfgang Berger), AUDIOBUCH Verlag 2017, ISBN 978-3-95862-011-7
- Sturmhöhe (gelesen von Rolf Boysen, Übersetzung von Grete Rambach), der Hörverlag 2018, ISBN 978-3-8445-2210-5
- Sturmhöhe (gelesen von Gert Westphal, Übersetzung von Grete Rambach), Der Audio Verlag 2018, ISBN 978-3-7424-0679-8

## Trivia
- Der Schauspieler Heathcliff „Heath“ Ledger (1979–2008) und seine Schwester Katherine wurden von ihren Eltern nach den Hauptfiguren aus Sturmhöhe benannt.
- Monty Python’s Flying Circus zeigte 1970 (Staffel 2, Folge 2) den Sketch The Semaphore Version of Wuthering Heights („Die Winkeralphabet-Fassung von Sturmhöhe“).

## Dokumentation
- "Sturmhöhe" – Liebe, Hass und Rache. Regie: Mathilde Damoisel, ARTE F, Frankreich, 54 Minuten, 2022